# アドバンタ選手権
アドバンタ選手権（Advanta Championships）は、アメリカ合衆国・フィラデルフィアで開催されていたWTAテニストーナメントである。中断を挟み1971年から2005年まで行われた。

## 大会歴代優勝者

### シングルス
| 年        | 優勝者                           | 準優勝者                         | 決勝結果      |
| --------- | -------------------------------- | -------------------------------- | ------------- |
| 1971      | ロージー・カザルス               | フランソワーズ・デュール         | 6–3, 3–6, 6–2 |
| 1972      | 開催なし                         | 開催なし                         | 開催なし      |
| 1973      | マーガレット・スミス・コート     | ケリー・ハリス                   | 6–1, 6–0      |
| 1974      | オルガ・モロゾワ                 | ビリー・ジーン・キング           | 7–6(5–2), 6–1 |
| 1975      | バージニア・ウェード             | クリス・エバート                 | 7–5, 6–4      |
| 1976      | イボンヌ・グーラゴング・コーリー | クリス・エバート                 | 6–3, 7–6      |
| 1977      | クリス・エバート                 | マルチナ・ナブラチロワ           | 6–4, 4–6, 6–3 |
| 1978      | クリス・エバート                 | ビリー・ジーン・キング           | 6–0, 6–4      |
| 1979      | ウェンディ・ターンブル           | バージニア・ウェード             | 5–7, 6–3, 6–2 |
| 1980–1990 | 開催なし                         | 開催なし                         | 開催なし      |
| 1991      | モニカ・セレシュ                 | ジェニファー・カプリアティ       | 7–5, 6–1      |
| 1992      | シュテフィ・グラフ               | アランチャ・サンチェス・ビカリオ | 6–3, 3–6, 6–1 |
| 1993      | コンチタ・マルティネス           | シュテフィ・グラフ               | 6–3, 6–3      |
| 1994      | アンケ・フーバー                 | マリー・ピエルス                 | 6–0, 6–7, 7–5 |
| 1995      | シュテフィ・グラフ               | ロリ・マクニール                 | 6–1, 4–6, 6–3 |
| 1996      | ヤナ・ノボトナ                   | シュテフィ・グラフ               | 6–4 途中棄権  |
| 1997      | マルチナ・ヒンギス               | リンゼイ・ダベンポート           | 7–5, 6–7, 7–6 |
| 1998      | シュテフィ・グラフ               | リンゼイ・ダベンポート           | 4–6, 6–3, 6–4 |
| 1999      | リンゼイ・ダベンポート           | マルチナ・ヒンギス               | 6–3, 6–4      |
| 2000      | リンゼイ・ダベンポート           | マルチナ・ヒンギス               | 7–6, 6–4      |
| 2001–2002 | 開催なし                         | 開催なし                         | 開催なし      |
| 2003      | アメリ・モレスモ                 | アナスタシア・ミスキナ           | 5–7, 6–0, 6–2 |
| 2004      | アメリ・モレスモ                 | ベラ・ズボナレワ                 | 3–6, 6–2, 6–2 |
| 2005      | アメリ・モレスモ                 | エレーナ・デメンチェワ           | 7–5, 2–6, 7–5 |

### ダブルス
| 年        | 優勝者                                            | 準優勝者                                                  | 決勝結果           |
| --------- | ------------------------------------------------- | --------------------------------------------------------- | ------------------ |
| 1971      | ロージー・カザルス ビリー・ジーン・キング         |                                                           | 不戦勝             |
| 1972      | 開催なし                                          | 開催なし                                                  | 開催なし           |
| 1973      | マーガレット・コート レスリー・ハント             | フランソワーズ・デュール ベティ・ストーブ                 | 6–1, 3–6, 6–2      |
| 1974      | ロージー・カザルス ビリー・ジーン・キング         | ケリー・ハリス レスリー・ハント                           | 6–3, 7–6           |
| 1975      | イボンヌ・グーラゴング・コーリー ベティ・ストーブ | ロージー・カザルス ビリー・ジーン・キング                 | 4–6, 6–4, 7–6(5–3) |
| 1976      | ビリー・ジーン・キング ベティ・ストーブ           | ロージー・カザルス フランソワーズ・デュール               | 7–6, 6–4           |
| 1977      | フランソワーズ・デュール バージニア・ウェード     | マルチナ・ナブラチロワ ベティ・ストーブ                   | 6–4, 4–6, 6–4      |
| 1978      | ケリー・レイド ウェンディ・ターンブル             | フランソワーズ・デュール バージニア・ウェード             | 6–3, 7–5           |
| 1979      | フランソワーズ・デュール ベティ・ストーブ         | レネ・リチャーズ バージニア・ウェード                     | 6–4, 6–2           |
| 1980–1990 | 開催なし                                          | 開催なし                                                  | 開催なし           |
| 1991      | ヤナ・ノボトナ ラリサ・ネーランド                 | メアリー・ジョー・フェルナンデス ジーナ・ガリソン         | 6–2, 6–4           |
| 1992      | ジジ・フェルナンデス ナターシャ・ズベレワ         | コンチタ・マルティネス マリー・ピエルス                   | 6–1, 6–3           |
| 1993      | カトリナ・アダムス マノン・ボーラグラフ           | コンチタ・マルティネス ラリサ・ネーランド                 | 6–2, 4–6, 7–6      |
| 1994      | ジジ・フェルナンデス ナターシャ・ズベレワ         | ガブリエラ・サバティーニ ブレンダ・シュルツ＝マッカーシー | 4–6, 6–4, 6–2      |
| 1995      | ロリ・マクニール ヘレナ・スコバ                   | メレディス・マグラス ラリサ・ネーランド                   | 4–6, 6–3, 6–4      |
| 1996      | リサ・レイモンド レネ・スタブス                   | ニコル・アレント ロリ・マクニール                         | 6–4, 3–6, 6–3      |
| 1997      | リサ・レイモンド レネ・スタブス                   | リンゼイ・ダベンポート ヤナ・ノボトナ                     | 6–3, 7–5           |
| 1998      | エレーナ・リホフツェワ 杉山愛                     | モニカ・セレシュ ナターシャ・ズベレワ                     | 7–5, 4–6, 6–2      |
| 1999      | リサ・レイモンド レネ・スタブス                   | チャンダ・ルビン サンドリーヌ・テスチュ                   | 6–1, 7–6           |
| 2000      | マルチナ・ヒンギス アンナ・クルニコワ             | リサ・レイモンド レネ・スタブス                           | 6–2, 7–5           |
| 2001–2002 | 開催なし                                          | 開催なし                                                  | 開催なし           |
| 2003      | マルチナ・ナブラチロワ リサ・レイモンド           | カーラ・ブラック レネ・スタブス                           | 6–3, 6–4           |
| 2004      | アリシア・モリク リサ・レイモンド                 | リーゼル・フーバー コリーナ・モラリュー                   | 7–5, 6–4           |
| 2005      | カーラ・ブラック レネ・スタブス                   | リサ・レイモンド サマンサ・ストーサー                     | 6–4, 7–6           |